# Nuno Álvares (Bispo de Tânger)
Nuno Álvares (? — São Vicente de Fora, Lisboa, 15 de junho de 1491) foi um clérigo português.

## Biografia
Foi prior de São Vicente de Fora, e primeiro bispo de Tânger, sendo nomeado bispo titular daquela diocese em 1468, antes mesmo da sua conquista por D. Afonso V. 
Quando as forças portuguesas ocuparam a cidade em 1471, na sequência da conquista de Arzila, expiaram a mesquita e nela hastearam o estandarte da cruz cristã, D. Nuno Álvares, que então acompanhava el-rei, tomou posse da sua diocese, aplicando-lhe as rendas competentes.